# Austvoll Station
Austvoll Station (Austvoll stoppested) var en jernbanestation på Bergensbanen, der lå i Flå kommune i Norge.
Stationen åbnede som holdeplads 21. december 1907 som en del af strækningen mellem Geilo og Gulsvik. Den blev opgraderet til station omkring 1921. 1. december 1970 blev den nedgraderet til trinbræt. Betjeningen med persontog ophørte 23. maj 1982, og fra 3. juni 1984 havde den status som læssespor. Spor 2 og 3 samt sporskifter blev taget op i 1989.
I Austvoll står det eneste tilbageværende vandtårn på Bergensbanen, og ved siden af stationsbygningen står der et das. Stationsbygningen, der er opført efter tegninger af Paul Armin Due, er blevet bygget noget om i forhold til den oprindelige udformning. Læsserampen på den nordlige side af sporet bar i 2012 præg af ikke at have været i brug et stykke tid.